# Aşağı Noxudlu
Aşağı Noxudlu är en ort i Azerbajdzjan.   Den ligger i distriktet Saljan, i den sydöstra delen av landet, 110 kilometer sydväst om huvudstaden Baku. Antalet invånare är 1 716.
Terrängen runt Aşağı Noxudlu är mycket platt. Närmaste större samhälle är Salyan, 6,1 kilometer söder om Aşağı Noxudlu.
Trakten runt Aşağı Noxudlu består till största delen av jordbruksmark. Runt Aşağı Noxudlu är det ganska glesbefolkat, med 48 invånare per kvadratkilometer.